# Rooney the Bride
Rooney the Bride è un cortometraggio muto del 1915 diretto da Charles Ransom.

## Produzione
Il film fu prodotto dalla Edison Company.

## Distribuzione
Distribuito dalla General Film Company, il film - un cortometraggio in una bobina - uscì nelle sale cinematografiche USA il 9 marzo 1915.